# Евгеньевка (Павлодарская область)
Евгеньевка (каз. Евгеньевка) — село в Павлодарской области Казахстана. Находится в подчинении городской администрации Аксу. Административный центр Евгеньевского сельского округа. Село расположено примерно в 12 км к юго-западу от города Аксу, на высоте 125 метров над уровнем моря. Код КАТО — 551645100.

## История
Село было основано переселенцами в 1912 году на урочище Уштерек, было названо Евгеньевкой по имени первопоселенца Евгения Разумова. В 1968 году на базе 3-го отделения совхоза «Путь Ильича» был образован совхоз имени Ю. А. Гагарина

## Население
В 1985 году в селе жили 1959 человек, в 1999 году численность населения села составляла 1838 человек (922 мужчины и 916 женщин). По данным переписи 2009 года, в селе проживало 1950 человек (971 мужчина и 979 женщин).